# Червонецкий, Тарас Николаевич
Тара́с Никола́евич Червоне́цкий (укр. Тарас Миколайович Червонецький; род. 11 июня 1995 года) — украинский футболист, защитник.

## Игровая карьера
В 11-летнем возрасте принимал участие в школьном турнире Кожаный мяч, где был замечен одним из тренеров ДЮСШ Тернополь, и был приглашён заниматься в эту команду (первый тренер — Василий Николаевич Заторский). В августе 2011 года вместе с одноклубниками Андреем Кухаруком и Романом Кухарским находился на просмотре в команде ФК «Севастополь» 1995 года рождения. Во время матча с кировоградской «Звездой» тернопольские футболисты на троих забили в ворота кировоградцев 6 голов из 7, после чего все трое были зачислены в команду «Севастополь» (1995 г.р.).
В сезоне 2013/14 сыграл 24 матча за молодёжную, 4 — за юношескую команду «Севастополя» и 8 за «Севастополь-2». 27 апреля 2014 года в игре против мариупольского «Ильичёвца» дебютировал в Премьер-лиге, заменив в дополнительное время Евгения Павлова.
Летом 2014 года, после того, как «Севастополь» был расформирован, Червонецкий заключил контракт с днепропетровским «Днепром». С 2015 по 2016 год выступал в клубе «Бахчисарай», который выступает в Премьер-лиге Крымского футбольного союза. Летом 2016 года подписал контракт с клубом «Тернополь».